# 8 × 58 мм R
8×58 мм R — винтовочный патрон центрального воспламенения. Был стандартным винтовочным боеприпасом в датских войсках с 1889 до 1945 года.

## История
Патрон был разработан в Дании в 1888 году для винтовки Краг-Йоргенсен. В то же время, другие пользователи Краг-Йоргенсена — Швеция и Норвегия отказались от этого патрона в пользу 6,5×55 мм, в 1894 и 1898 годах соответственно.

## Оружие использующее патрон
- Краг-Йоргенсен — винтовка с ручным перезаряжанием
- Мадсен — ручной пулемёт

## Спорт
После Второй мировой войны излишки патронов использовались в качестве охотничьих боеприпасов.